# Test de primalité de Lucas-Lehmer pour les nombres de Mersenne
Pour les articles homonymes, voir Lucas, Lehmer, Test de Lucas et Test de primalité de Lucas-Lehmer.

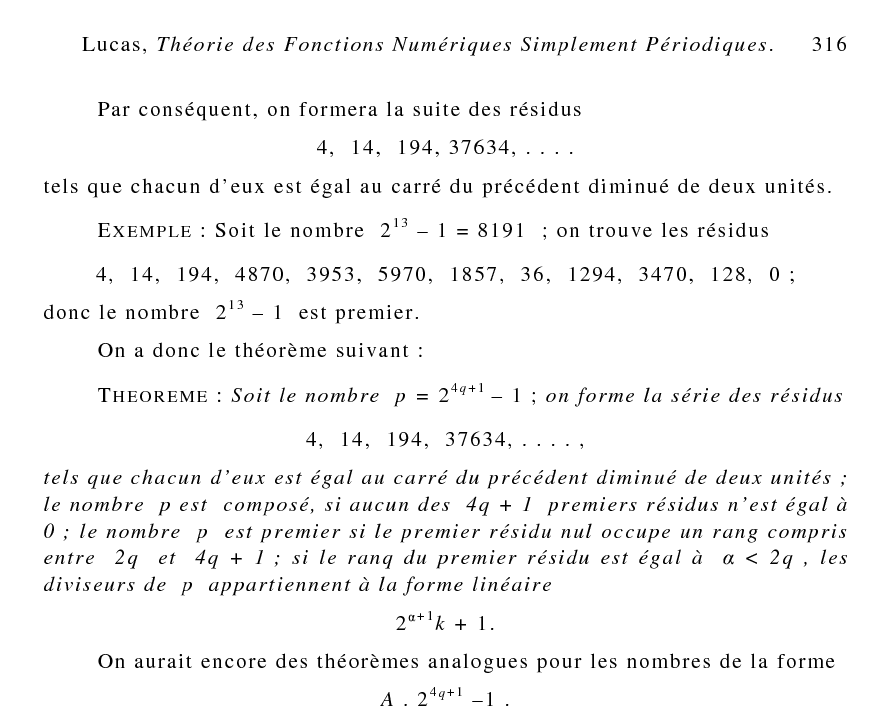
Extrait de la p. 316 du mémoire Théorie des fonctions numériques simplement périodiques d'Édouard Lucas (1878).

En mathématiques, le test de Lucas-Lehmer est un test de primalité pour les nombres de Mersenne. Le test fut originellement développé par Édouard Lucas en 1878 et amélioré de façon notable par Derrick Henry Lehmer dans les années 1930, grâce à son étude des suites de Lucas,.

## Théorème
On définit par récurrence la suite d'entiers (si)i≥0 par :
{\displaystyle s_{0}=4\quad {\rm {et}}\quad \forall i\in \mathbb {N} \quad s_{i+1}=s_{i}^{2}-2.}
Les premiers termes de cette suite sont 4, 14, 194, etc. (suite A003010 de l'OEIS).

Soit p un nombre premier différent de 2. Le nombre de Mersenne Mp = 2p – 1 est premier si et seulement si sp – 2 est divisible par Mp.
Le nombre sp − 2 mod Mp est appelé le « résidu de Lucas-Lehmer » de p.

## Exemples
- Le nombre de Mersenne M3 = 7 est premier. Le test de Lucas-Lehmer le vérifie de la manière suivante. À partir de s0 = 4, on calcule s3 − 2 = s1 = 42 − 2 = 14 ≡ 0 mod 7. Puisque la valeur de s1 mod 7 est 0, la conclusion est que M3 est premier.
- En revanche, M11 = 2 047 = 23 × 89 n'est pas premier. Encore une fois, s0 = 4 mais on calcule maintenant, modulo 2 047, les termes successifs de la suite s jusqu'à l'indice 11 − 2 = 9 :
  - s1 = 42 − 2 = 14
  - s2 = 142 − 2 = 194
  - s3 = 1942 − 2 ≡ 788 mod 2 047
  - s4 ≡ 7882 − 2 ≡ 701 mod 2 047
  - s5 ≡ 7012 − 2 ≡ 119 mod 2 047
  - s6 ≡ 1192 − 2 ≡ 1 877 mod 2 047
  - s7 ≡ 1 8772 − 2 ≡ 240 mod 2 047
  - s8 ≡ 2402 − 2 ≡ 282 mod 2 047
  - s9 ≡ 2822 − 2 ≡ 1 736 mod 2 047

Puisque la valeur  de s9 mod 2 047 n'est pas 0, la conclusion est que M11 = 2 047 n'est pas premier.

## Preuve
Remarque préliminaire : Si {\displaystyle M_{q}=2^{q}-1} est premier, alors {\displaystyle q} aussi. En effet, si {\displaystyle d\mid q}, alors {\displaystyle 2^{d}-1\mid 2^{q}-1} car {\displaystyle 2^{q}-1=(2^{d}-1)((2^{d})^{q/d-1}+(2^{d})^{q/d-2}+\dots +1)}. Nous ne nous intéresserons donc qu'aux nombres de Mersenne {\displaystyle M_{q}=2^{q}-1} pour {\displaystyle q\geq 3} impair (le cas {\displaystyle q=2} étant trivial).
La preuve qui va suivre utilise la théorie des corps finis et notamment le petit théorème de Fermat. Elle est inspirée de celle donnée dans l'ouvrage de Saux-Picard-Rannou.
À partir de maintenant, que {\displaystyle M_{q}} soit premier ou non, on va poser {\displaystyle {\mathcal {A}}_{q}=(\mathbb {Z} /M_{q}\mathbb {Z} )[T]/(T^{2}-3)}. On écrit {\displaystyle {\sqrt {3}}} la classe de {\displaystyle T}, de sorte que {\displaystyle T^{2}=3}. Nous avons donc agrandi l'anneau {\displaystyle \mathbb {Z} /M_{q}\mathbb {Z} } en un anneau contenant une racine carrée de 3.  
On prouve tout d'abord la caractérisation suivante :  
Théorème : Si {\displaystyle q\geq 3} impair, alors {\displaystyle M_{q}} est premier si et seulement si {\displaystyle (2+{\sqrt {3}})^{2^{q-1}}=-1} dans {\displaystyle {\mathcal {A}}_{q}}. 
Sa preuve est découpée en la condition nécessaire suivie de la condition suffisante. Elle est suivie de la preuve de la correction du test de Lucas-Lehmer, qui en découlera alors presque immédiatement. 
Condition nécessaire à la primalité
On suppose que {\displaystyle M_{q}} est premier.
Etude de carrés modulo {\displaystyle M_{q}} :
D'une part, le nombre 3 n'est pas carré modulo {\displaystyle M_{q}}. En effet : comme {\displaystyle q} est impair, {\displaystyle (-1)^{q}=-1} donc {\displaystyle 2^{q}=2[3]}. Donc {\displaystyle M_{q}=1[3]} est un carré donc, en écrivant {\displaystyle p=M_{q}}, on a {\displaystyle ({\frac {p}{3}})=1} (voir le symbole de Legendre). Or, par le théorème de la réciprocité quadratique, {\displaystyle ({\frac {3}{p}})=({\frac {p}{3}})(-1)^{{\frac {3-1}{2}}{\frac {M_{q}-1}{2}}}}. Or, {\displaystyle {\frac {M_{q}-1}{2}}={\frac {2^{q}-2}{2}}=2^{q-1}-1} est impair donc {\displaystyle ({\frac {3}{p}})=-1}. 
On note la conséquence qui est que, si {\displaystyle p=M_{q}} est premier, alors  {\displaystyle {3}^{\frac {p-1}{2}}=-1} d'où {\displaystyle {\sqrt {3}}^{p-1}=-1}. 
D'autre part, le nombre 2 est carré modulo {\displaystyle M_{q}}. En effet : {\displaystyle M_{q}=0[M_{q}]}, donc {\displaystyle 2^{q+1}=2[M_{q}]}, et sachant que {\displaystyle q} est impair, on écrit {\displaystyle {\sqrt {2}}=2^{(q+1)/2}} qui est une racine de {\displaystyle 2} dans {\displaystyle \mathbb {Z} /M_{q}\mathbb {Z} }. Une conséquence est que, quand {\displaystyle M_{q}=p} est premier, on a {\displaystyle {\sqrt {2}}^{M_{q}}={\sqrt {2}}}. 
Conclusion :
Si {\displaystyle p=M_{q}} est premier, alors {\displaystyle {\mathcal {A}}_{q}} est un corps donc on peut poser {\displaystyle \rho ={\frac {1+{\sqrt {3}}}{\sqrt {2}}}} et {\displaystyle \rho '={\frac {1-{\sqrt {3}}}{\sqrt {2}}}} son {\displaystyle \mathbb {F} _{M_{q}}}-conjugué. Alors {\displaystyle \rho ^{2}=2+{\sqrt {3}}} et {\displaystyle \rho \rho '=-1}. Alors on est armés pour calculer ce qu'on voulait calculer : {\displaystyle (2+{\sqrt {3}})^{2^{q-1}}=\rho ^{2^{q}}=\rho ^{M_{q}}\rho =\rho {\frac {1}{{\sqrt {2}}^{M_{q}}}}({\sqrt {3}}^{M_{q}}+1).}Mais {\displaystyle {\sqrt {3}}^{M_{q}}=-{\sqrt {3}}}, donc {\displaystyle (2+{\sqrt {3}})^{2^{q-1}}=\rho {\frac {1-{\sqrt {3}}}{\sqrt {2}}}=\rho \rho '=-1}. Cela conclut la condition nécessaire.
Condition suffisante à la primalité
Si {\displaystyle p\mid M_{q}} est un facteur premier de {\displaystyle M_{q}}, alors {\displaystyle p} divise {\displaystyle 0} dans {\displaystyle {\mathcal {A}}_{q}} donc n'est pas inversible donc il existe un idéal maximal de {\displaystyle {\mathcal {A}}_{q}} contenant {\displaystyle p} noté {\displaystyle m} ({\displaystyle m} existe car c'est un anneau fini). On a  {\displaystyle p\in m} donc {\displaystyle p=0} dans {\displaystyle k:={\mathcal {A}}_{q}/m} donc {\displaystyle k} est un corps de caractéristique {\displaystyle p} (dès qu'un nombre premier est nul dans un corps, ça veut dire que ce corps l'a pour caractéristique). On pose {\displaystyle \alpha =2+{\sqrt {3}}}, {\displaystyle \beta =2-{\sqrt {3}}}. On a {\displaystyle \alpha \beta =1}. Or, {\displaystyle \alpha ^{2^{q-1}}=-1\neq 1} car {\displaystyle p} est impair car {\displaystyle M_{q}} l'est. Donc l'ordre de {\displaystyle \alpha } dans {\displaystyle k^{\ast }} est exactement {\displaystyle 2^{q}=M_{q}+1} (en effet, en mettant au carré, on voit que l'ordre est une puissance de 2, et en utilisant le fait que {\displaystyle -1\neq 1[M_{q}]}, ça ne peut pas être une puissance inférieure à {\displaystyle 2^{q}}). 
On pose, dans {\displaystyle k[X]}, {\displaystyle Q(X)=(X-\alpha )(X-\beta )=X^{2}-4X+1} qui est donc à coefficients dans {\displaystyle \mathbb {F} _{p}\hookrightarrow k} (cette flèche signifie l'existence d'un morphisme d'inclusion). Donc {\displaystyle Q} est invariant par le morphisme de Frobenius dans {\displaystyle k} donc ses racines sont permutées par celui-ci, donc {\displaystyle \alpha ^{p}=\alpha } ou {\displaystyle \beta }. Dans le cas où {\displaystyle \alpha ^{p}=\alpha }, on trouve que {\displaystyle 2^{q}\mid p-1} vu son ordre ce qui est contradictoire car {\displaystyle p-1<2^{q}}. Ainsi, {\displaystyle \alpha ^{p}=\beta =\alpha ^{-1}} donc {\displaystyle 2^{q}\mid p+1=2^{q}} d'où l'égalité donc {\displaystyle M_{q}} est premier. Cela conclut la condition suffisante. 
Test de Lucas-Lehmer
Soit {\displaystyle q\geq 3} impair fixé. On pose {\displaystyle L_{0}=4\in \mathbb {Z} /M_{q}\mathbb {Z} } et, pour {\displaystyle n\geq 0}, {\displaystyle L_{n+1}=L_{n}^{2}-2}. 
Nous allons prouver le théorème de Lucas-Lehmer : {\displaystyle M_{q}} est premier si et seulement si {\displaystyle L_{q-2}=0}. 
Comme éléments de {\displaystyle {\mathcal {A}}_{q}}, on pose {\displaystyle \alpha =2+{\sqrt {3}}}, {\displaystyle \beta =2-{\sqrt {3}}}, {\displaystyle \alpha \beta =1}. On montre par récurrence que {\displaystyle L_{n}=\alpha ^{2^{n}}+\alpha ^{-2^{n}}}. {\displaystyle n=0} : {\displaystyle L_{0}=4} et {\displaystyle \alpha ^{1}+\beta ^{1}=4}. Si {\displaystyle n\geq 0}, si {\displaystyle L_{n}=\alpha ^{2^{n}}+\alpha ^{-2^{n}}}, alors {\displaystyle L_{n+1}=\alpha ^{2^{n+1}}+\alpha ^{-2^{n+1}}+2-2}. Donc à présent : {\displaystyle L_{q-2}=0} si et seulement si {\displaystyle \alpha ^{2^{q-2}}=-\alpha ^{-2^{q-2}}} si et seulement si {\displaystyle \alpha ^{2^{q-1}}=-1} donc si et seulement si {\displaystyle M_{q}} est premier.